# アバ・ナイト
アバ・ナイト（Ava Knight、女性、1988年8月15日 - ）は、アメリカ合衆国のプロボクサー。本名はAva Michelle Knight Salicka。カリフォルニア州チコ出身。元IBF女子世界フライ級王者。ポーランド人とアフリカ系アメリカ人のハーフ。

## 来歴
13歳からアマチュアボクシングを始め、28勝4敗の戦績を残しプロへ転向。
2007年8月30日、カリフォルニア州コルサにてレオニー・ホール戦でプロデビュー。判定勝利。2戦目は1か月満たないうちに挙行され、1回KO勝利。
4勝2引分の戦績で、2008年11月18日にカリーシャ・ウェストとIFBA北米バンタム級王座を争い、判定で初タイトル獲得。
2009年8月29日、メキシコに乗り込み、初の世界戦としてアナ・マリア・トーレスが持つWBC女子世界スーパーフライ級王座に挑むが、0-3判定で初黒星を喫し王座奪取ならず。
1年以上のブランクを経て、2011年1月14日、再起戦としてグロリア・サラスと対戦し、1回KOを奪い勝利。
2011年6月18日、カリーシャ・ウェストが持つWBO女子世界バンタム級王座に挑むが、三者三様の判定で引き分け、またしても王座奪取ならず。
2011年10月29日、再びメキシコに乗り込み、アレリー・ムシーニョが持つIBF女子世界フライ級王座に挑戦。2回KOで初の世界王座奪取に成功。
2012年3月31日、メキシコでホンファー・トー・ブワマーッ相手に初防衛戦。10回TKO勝利で初防衛に成功。
2012年6月30日、メキシコでスザンナ・バスケス相手に2度目の防衛戦。3-0の大差判定で2度目の防衛成功。
2012年10月13日、ナイトが勝てばWBC女子世界フライ級王座が空位となる条件でマリアナ・フアレスとWBC女子世界フライ級ダイヤモンド王座決定戦を行い、3-0の判定勝ちを収め王座を獲得した。
2013年1月26日、スザンナ・バスケスとWBC女子世界フライ級シルバー王座決定戦を行い、3-0の判定勝ちを収め王座獲得に成功した。
2013年5月11日、リンダ・ソトと対戦し、3-0の判定勝ちを収めWBC女子世界フライ級シルバー王座の初防衛に成功した。
2013年10月26日、イベス・サモラが持つWBC女子世界ライトフライ級王座に挑戦したが、0-3の判定負けを喫し2階級制覇に失敗した。
2014年11月13日、グアダルペ・マルティネスとWBC女子インターナショナルフライ級王座決定戦を行い、3-0の判定勝ちを収め王座獲得に成功した。
2015年6月、プロレス団体WWEの若手発掘リアリティー番組「タフイナフ」に参加、40人に絞られた最終予選までは勝ち残るがそこで落選して本戦までは進めなかった。
2018年2月、メイウェザー・プロモーションズと契約。
2019年8月12日、総合格闘技プロモーションのBellator MMAと契約。9月28日に同プロモーションで総合格闘技デビューを果たし、勝利を収めた。
2020年8月17日、自身のツイッターで「IBF世界王座をメキシコで獲得したときのファイトマネーは4千ドルで初防衛戦は6千ドルだったわ」と、男子ボクサーとの賃金格差と、女子ボクサーの不遇を訴えた。

## 獲得タイトル
- IFBA北米バンタム級王座
- IBF女子世界フライ級王座
- WBC女子フライ級ダイヤモンド王座
- WBC女子インターナショナルフライ級王座